# Sinfonia n. 2 (Balakirev)
La Sinfonia n. 2 in re minore di Milij Alekseevič Balakirev fu composta tra il 1900 e il 1908 e fu eseguita per la prima volta nel 1909 a San Pietroburgo, sotto la direzione di Sergej Ljapunov, allievo del compositore.